# Meiringen
Meiringen (Bernduits: Meiringe) is een gemeente en het belangrijkste dorp van het gebied Oberhasli en het Haslital in de Berner Alpen in Zwitserland. Meiringen telt 4.676 inwoners.
Het dorp ligt op 600 meter, wat redelijk laag is in de Alpen, maar heeft goede verbindingen naar de hoger gelegen ski- en wandelgebieden. Het is ook een deelgemeente van Oberhasli. Het hoogste punt in de gemeente is de Grosse Wellhorn (3192 meter). Meiringen is al sinds de 19e eeuw een populair internationaal vakantieoord. Iets buiten het dorp, naar het westen richting meer van Brienz, ligt een luchtmachtbasis van het Zwitserse leger.

## Het dorp
In de 19e eeuw woedden er twee grote branden in Meiringen, in 1879 en 1891. Beide branden werden fel aangewakkerd door de Föhn, waardoor bijna alles herbouwd moest worden. De Kapellen is de enige straat waar nog oude, houten huizen staan. Na de dorpsbranden verbood men om nog houten huizen te bouwen. Hierdoor zijn veel gebouwen in de belle-époque-stijl opgetrokken.
Doordat een van de verhalen van Sherlock Holmes zich afspeelt in Meiringen, en hij er ook zijn dood vindt, is er in Meiringen een museum over deze detective, waar onder meer zijn huiskamer in Londen zo precies mogelijk is nagemaakt. Later heeft de schrijver hem in een nieuw verhaal opnieuw tot leven gewekt?
De Michaelskirche is de vierde kerk in Meiringen. De oude crypte onder de kerk is vrij toegankelijk. Naast deze kerk is het Hasli Museum, een museum over de geschiedenis van het dal.
Vanaf Tweede Kerstdag 12.00 uur tot en met de laatste werkdag van het jaar vindt het zogenaamde Trycheln plaats. Dan marcheren mensen uit het dorp dagen- en nachtenlang door de straten, terwijl zij met zogenaamde Glocken (koeienbellen) en trommels een ritmische melodie aanhouden. Op de laatst avond (Ubersitz) gaan ze verkleed door de straten. Deze oude keltische traditie dient om kwade geesten te verdrijven.

## Bezienswaardigheden
Meiringen is bekend van de Aareschlucht alsook de Reichenbachwaterval alhoewel gelegen in Schallenbach, die te voet of met een kabelbaan bereikbaar zijn. Hier zou ook het door Arthur Conan Doyle bedachte romanpersonage Sherlock Holmes samen met Professor Moriarty op 4 mei 1891 naar beneden gestort zijn. Holmes overleefde echter en maakte van de gelegenheid gebruik om zijn dood te ensceneren, zodat hij zeker wist dat handlangers van Moriaty hem niet alsnog zouden vermoorden.
Op de plek waar de worsteling tussen de twee zou hebben plaatsgevonden, is een kleine plaquette geplaatst. Verder is er in het dorp sinds 1991 een Sherlock Holmes-museum onder de Engelse Kerk en een standbeeld daar vlakbij. De Sherlock Holmes Society of London organiseert regelmatig reizen naar Meiringen, waarbij de deelnemers gekleed gaan in historische kostuums, en het avontuur van Sherlock Holmes naspelen.

## Meiringen en merengue
In Meiringen zou de Italiaanse patissier Gasparini rond het jaar 1600 de naar Meiringen genoemde meringue maken, een schuimgebak van eiwit en suiker. Bij de twee bakkers in het dorp zijn meringues te koop die in het dorp zijn gemaakt bij de firma Fruttiger.

## Geboren
- Michael Anderegg, een befaamde berggids
- Sascha Urweider (1980), wielrenner
- Stefan Glarner (1987), voetballer

## Galerij

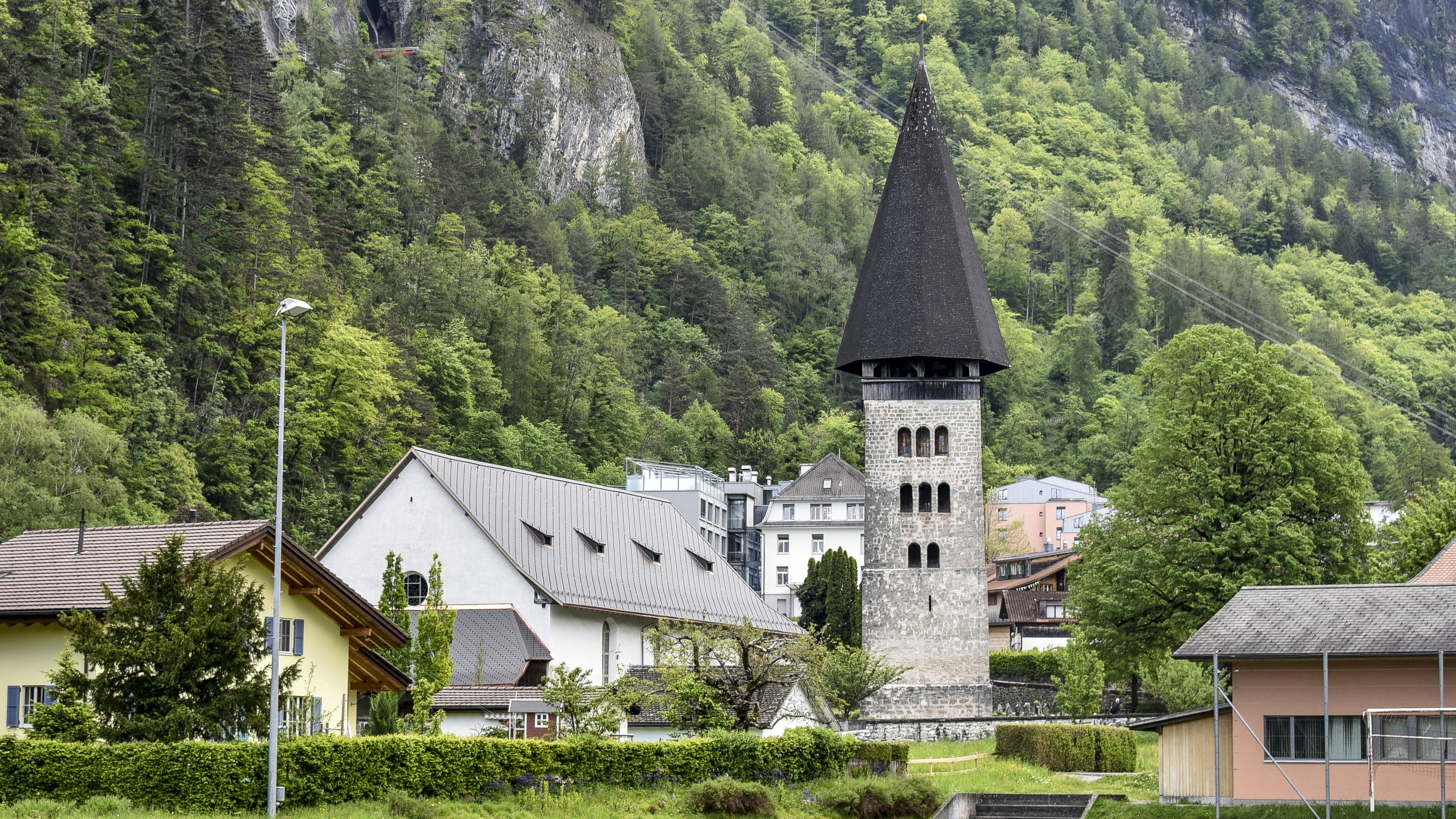
De Michaelskirche
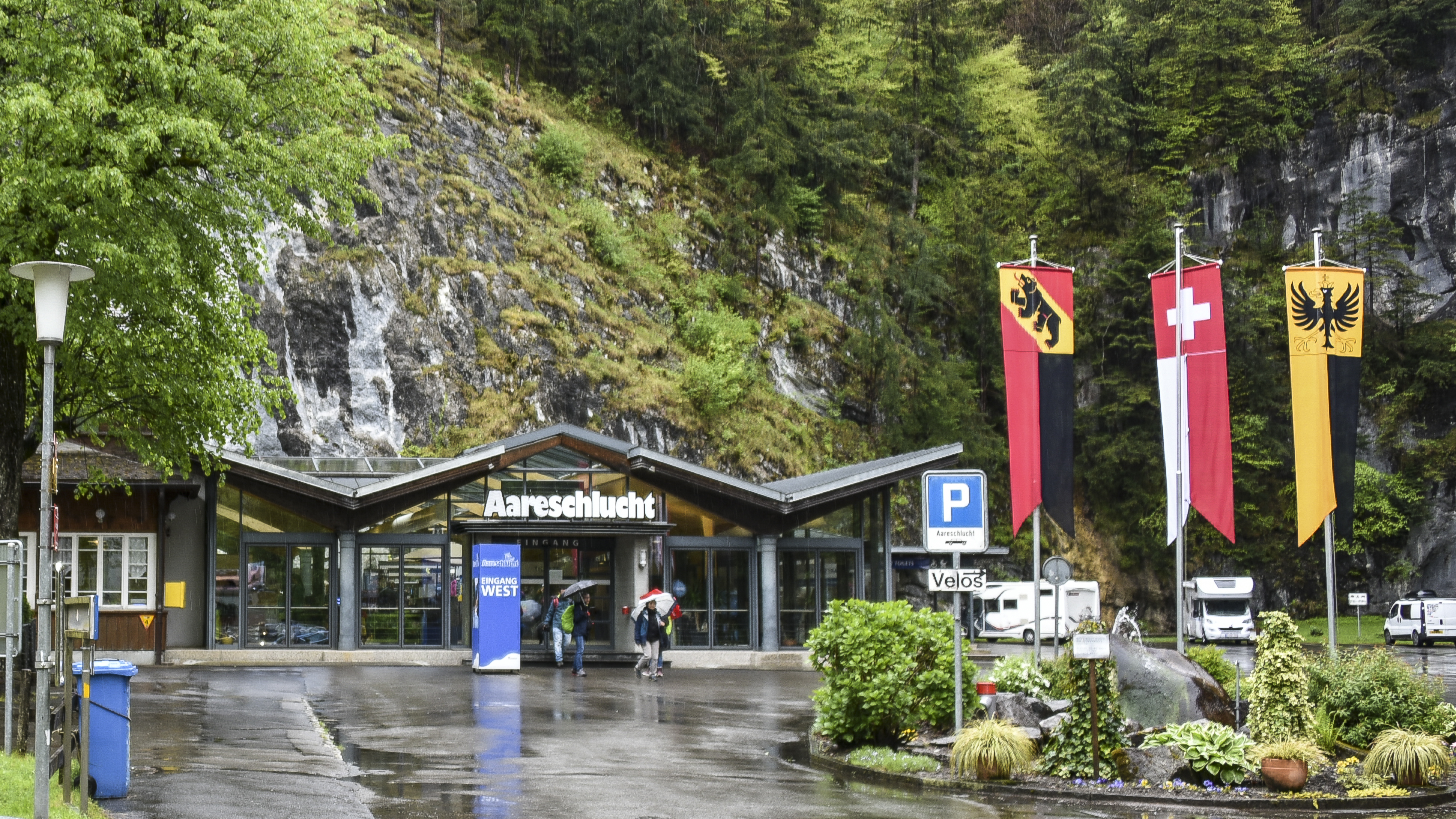
De toegang tot de Aareschlucht
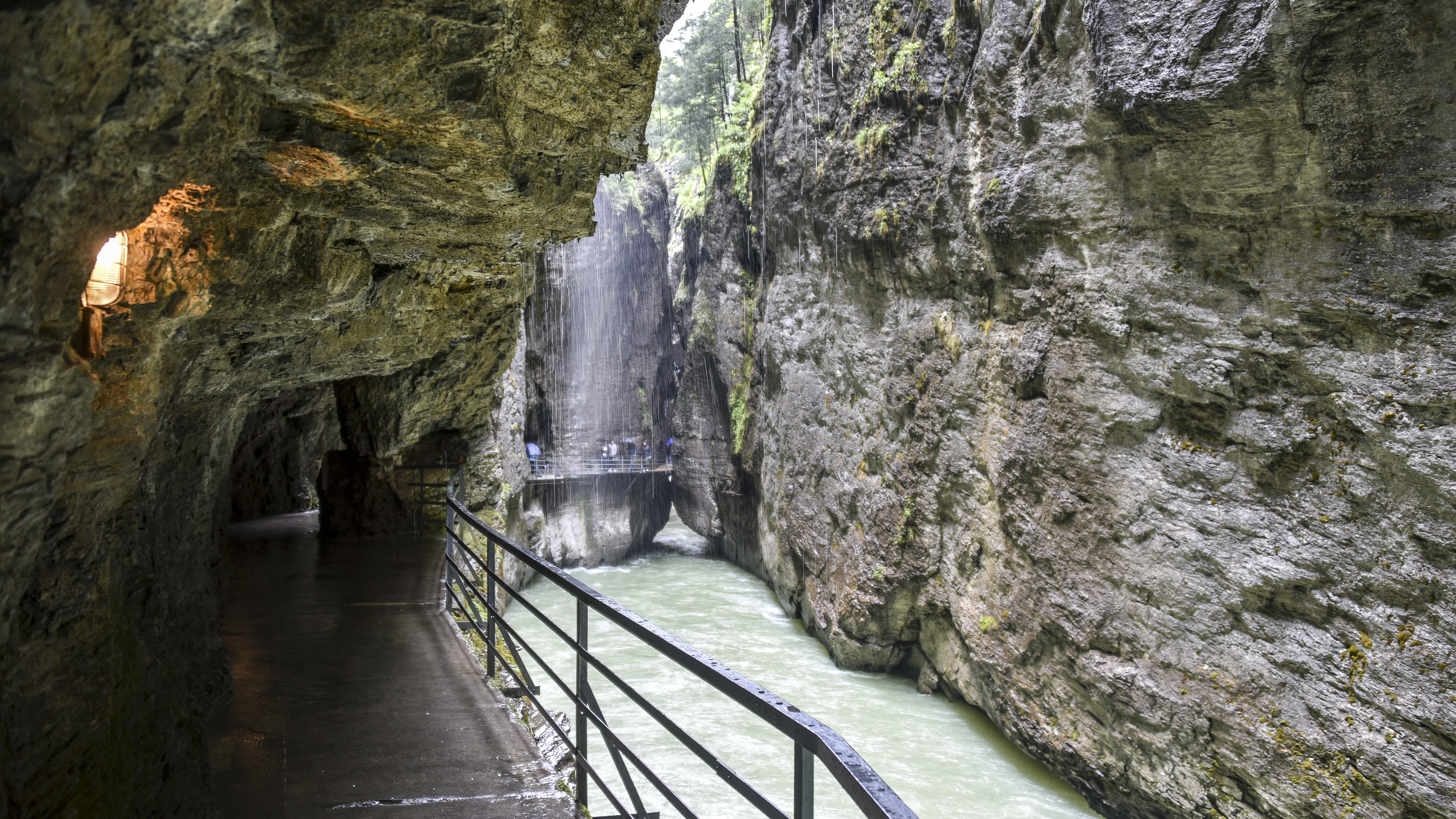
De Aareschlucht
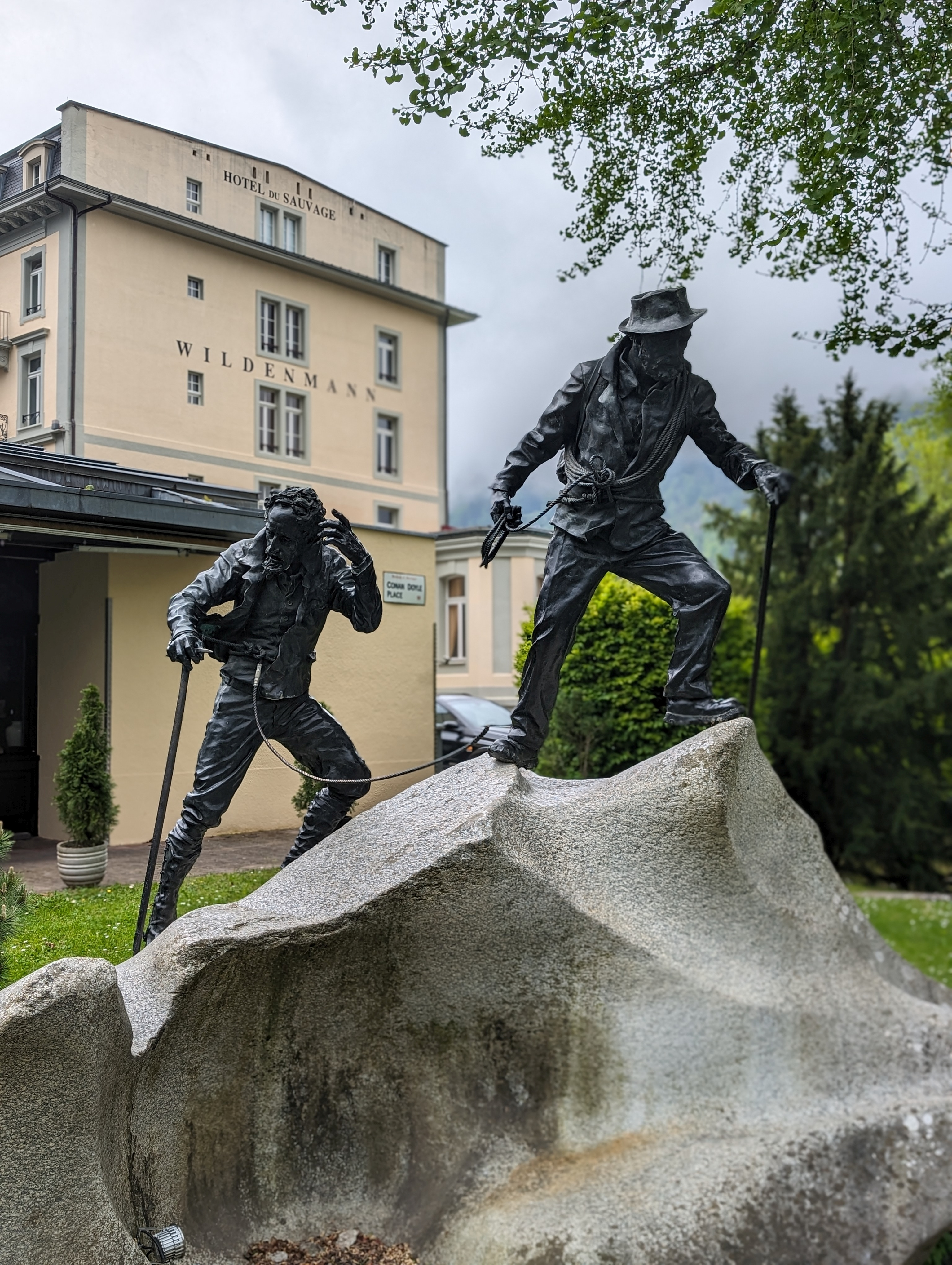
Gedenkteken voor Michael Anderegg